# Ernst Schweckendieck
Ernst Schweckendieck (* 18. Dezember 1849 in Emden; † 15. Februar 1936 in Dortmund) war ein deutscher Kaufmann, Manager in der Montanindustrie und Kommunal- und Landespolitiker.

## Leben
Schweckendieck war „Sproß einer sehr hoch geachteten Familie.“, Sohn des Emdener Gymnasialdirektors Heinrich Wilhelm Schweckendieck und Bruder des späteren Oberregierungsrats und preußischen Landtagsabgeordneten Carl Schweckendieck.
Er besuchte das Emdener Gymnasium von 1857 bis 1866 und durchlief eine kaufmännische Ausbildung in einem Bankgeschäft, arbeitete dann bei einer Reederei, in einem Assekuranzgeschäft sowie in einer Weinhandlung in Emden. Im Alter von 20 Jahren leistete er zunächst seinen Militärdienst als Einjährig-Freiwilliger im Infanterie-Regiment Nr. 78 ab, mit dem er dann ab Juli 1870 in den Deutsch-Französischen Krieg zog. „Im Felde“ wurde er 1871 zunächst als Offizier der Reserve in Frankreich mit dem Eisernen Kreuz II. Klasse ausgezeichnet und zum Leutnant, später zum Oberleutnant befördert.
Schweckendieck arbeitete von 1872 bis 1874 bei der Direktion der Disconto-Gesellschaft in Berlin, bevor er ab 1874 – anfangs ausgestattet mit Prokura – für dann rund drei Jahrzehnte als kaufmännischer Direktor des Dortmunder Eisen- und Stahlwerks  Union arbeitete. 1881 war er an der Neugründung des Vereins Deutscher Eisenhüttenleute (VDEh) beteiligt.
1904 trat er gemeinsam mit dem Generaldirektor Hermann Brauns von der Leitung der Union zurück und trat im selben Jahr die Stellung als kaufmännischer Leiter der Maschinenfabrik Schüchtermann & Kremer in Dortmund an, wo er bis zu seinem Eintritt in den Ruhestand 1911 tätig war. Bis 1933 war er Mitglied der Industrie- und Handelskammer zu Dortmund.
Schweckendiecks englische, französische und niederländische Sprachkenntnisse waren ihm bei seinen Reisen unter anderem nach Großbritannien, Frankreich, Italien, Russland, den Niederlanden, Dänemark und Rumänien hilfreich.
Zeitweilig parallel zu seiner Berufsausübung und auch danach hatte Schweckendieck verschiedene Ehrenämter inne. Ab 1881 war er Mitglied im Reichsbankausschuss für Westfalen. Von 1900 bis 1910 übte er das Amt eines Handelsrichters aus. Ab 1903 war er zudem 15 Jahre lang Stadtverordneter bzw. Mitglied des Magistrats in Dortmund. In diesem Zeitraum wurde ihm im Juni 1909 der Ehrentitel eines (königlich preußischen) Kommerzienrats verliehen. Er war 1911 stellvertretendes Mitglied der Landesbank Westfalen.
Schweckendieck war Mitglied der Deutschen Vaterlandspartei und von 1913 bis 1918 Abgeordneter im westfälischen Provinziallandtag, er wirkte im Bezirksausschuss des Regierungsbezirks Arnsberg und bis Ende 1918 im Wasserstraßen-Beirat für den Bau des Dortmund-Ems-Kanals sowie von 1913 bis 1919 als Mitglied im Preußischen Landtag, in dem er sich beispielsweise in einer ansonsten für ihn eher untypischen längeren Rede für einen Nachtrag bei der Einkommenssteuer sogenannter „Kriegsgewinnler“ aussprach.
Aufgrund der in seiner Jugend in Emden gewachsenen Verbundenheit mit maritimen Themen engagierte sich Schweckendieck viele Jahre für die Ziele der Deutschen Gesellschaft zur Rettung Schiffbrüchiger, die ihn zum Ehrenmitglied ernannte. Zudem wirkte er als Vizepräsident des Deutschen Flottenvereins.
Noch Mitte der 1930er Jahre hatte Schweckendieck zahlreiche Aufsichtsratsmandate inne, so bei der Harpener Bergbau AG, der Dortmunder Union-Brauerei, dem Neuwalzwerk in Bösperde, heute Menden (Sauerland), der Westfälischen Transport-AG und der Lehnkering & Cie. AG, bei der Schüchtermann & Kremer - Baum AG, der Aktiengesellschaft des Dortmunder Hotels „Zum Römischen Kaiser“ sowie der Emder Heringsfischerei.
Zu Schweckendiecks Auszeichnungen zählten unter anderem die Verleihung der Kriegsdenkmünze für die Feldzüge 1870–71, des Verdienstkreuzes für Kriegshilfe (1914–1918), des preußischen Kronen-Ordens III. Klasse, der Rote Kreuz-Medaille sowie der Zentenarmedaille.
Ernst Schweckendieck starb 1936 in seinem 87. Lebensjahr. Er wurde im – erhaltenen – Familiengrab neben Deddine Schweckendieck geborenen Schnedermann (* 9. Januar 1855 in Aurich; † 9. März 1906) auf dem Dortmunder Ostenfriedhof beigesetzt.

## Archivalien
Archivalien von und über Ernst Schweckendieck finden sich beispielsweise
- als handschriftlicher Brief von Ernst Schweckendiek an Schulz vom 23. September 1905 in der Stadt- und Landesbibliothek Dortmund, Signatur 6443[6]